# جامعة خنت
جامعة خنت (بالهولندية: Universiteit Gent) هي جامعة دولة في الإقليم الفلامندي بمدينة خنت البلجيكية.
أسس فيليم الأول الجامعة في عام 1817 وافتتحت رسميا في 9 أكتوبر 1817. كان أول مدير للجامعة هو فان روتردام. يدرس بها أكثر من 28.000 طالب، حوالي 1100 من دول الاتحاد الأوروبي وحوالي 1.000 من دول أخرى خارج الاتحاد. تحتوي الجامعة على 11 كليات وأكثر من 6400 موظف، وأيضا حوالي 1700 أستاذاً، وأكثر من 1600 باحث.

## الكليات
- العلوم الإنسانية والفلسفة.
- العلوم القانونية.
- العلوم الطبيعية.
- الطب والرعاية الصحية.
- العلوم الهندسية.
- الاقتصاد والإدارة.
- الطب البيطري.
- علم النفس والعلوم التربوية*
- الهندسة الحيوية.
- صيدلة.
- السياسية - والعلوم الاجتماعية.

## وصلات خارجية
- موقع الجامعة الرسمي